# Nützlicher Schneeball
Der Nützliche Schneeball (Viburnum utile) ist eine Pflanzenart in der Familie der Moschuskrautgewächse (Adoxaceae). Seine Heimat ist China.

## Beschreibung

### Erscheinungsbild und Blatt

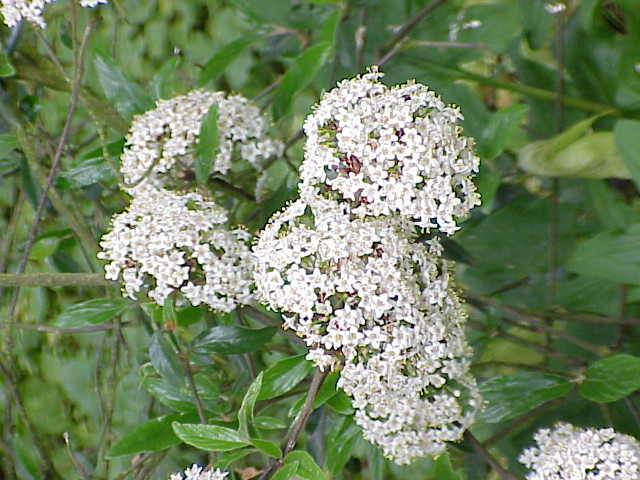
Nützlicher Schneeball (Viburnum utile), Blütenstände

Der Nützliche Schneeball wächst als immergrüner Strauch mit Wuchshöhen bis zu zwei Meter. Die Rinde der Zweige des ersten Jahres ist gelblich-braun oder gräulich-weiß und verkahlend mit Sternhaaren filzig behaart; die Rinde der Zweige des vorhergehenden Jahres ist stielrund, rotbräunlich, kahl und besitzt zerstreut kleine und rundliche Korkporen.
Die gegenständig angeordneten, in Blattstiel und Blattspreite gegliederten Laubblätter stehen bis auf an den Spitzen der Zweige in Büscheln. Der kräftige Blattstiel ist 5 bis 10 (selten bis 15 Millimeter) lang, grün und besitzt grau- oder gelbweißliche Sternhaare. Die einfache, ledrige Blattspreite ist bei einer Länge von 2 bis 5 (selten bis 8 Zentimeter) und einer Breite von bis zu 1 bis 2,5 (selten bis 3,5 Zentimeter) eiförmig-länglich bis eiförmig-lanzettlich. Die Blattfläche ist jung grünlich weiß und verfärbt sich auf der kahlen Blattunterseite zu einem kräftigen, glänzenden Grün oder auf der spärlich sternhaarigen Blattoberseite zu einem dunklen Grün. Die Spreitenbasis verläuft gerundet oder verschmälert; es sind keine Drüsen vorhanden. Der Blattrand ist ganzrandig oder selten undeutlich gezähnt und leicht nach oben eingerollt. Die Spreitenspitze ist abgerundet bis leicht stumpf und manchmal ausgerandet. Es liegt Fiedernervatur mit fünf bis sechs Seitennerven vor. Die an der Unterseite gelegenen Blattadern besitzen manchmal rostfarbene Sternhaare. Die Mittelrippe ist an der Blattunterseite erhaben; die gewölbten und nahe dem Blattrand netznervigen Seitenrippen sind an der Unterseite leicht erhaben und nur leicht bis undeutlich erhaben auf der Blattoberseite. Ihre rechtwinkeligen Verzweigungen sind auf beiden Blattseiten undeutlich sichtbar. Die schuppenlosen Winterknospen sind gelblich-braun oder gräulich-weiß und mit Sternhaaren filzig behaart. Es sind keine Nebenblätter vorhanden.

### Blütenstand und Blüte

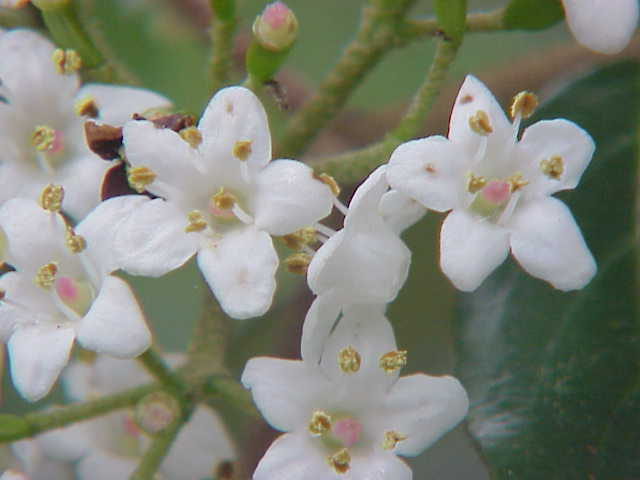
Nützlicher Schneeball (Viburnum utile), Blüten

Die Blütezeit beginnt nach der Bildung der neuen Blätter und reicht von März bis April. Der kräftige, endständige Blütenstandsschaft ist 1 bis 3 Zentimeter lang.
stehen in zusammengesetzten, trugdoldigen zymösen Gesamtblütenständen mit einem Durchmesser von 5 bis 7 Zentimeter zusammen. Die primäre Verzweigung des Blütenstandes besitzt fünf wirtelig angeordnete Strahlen, die dicht filzig mit grau- oder gelb-weißlichen Sternhaaren bedeckt sind. Es sind keine sterilen und vergrößerten Randblüten vorhanden. Die früh abfallenden, laubblattähnlichen und grünen Tragblätter sind linealisch bis linealisch-lanzettlich und mit Sternhaaren flaumig behaart. Die Deckblätter sind linealisch. Die sitzenden und nicht duftenden Blüten befinden sich üblicherweise an den „Strahlen“ zweiter und dritter Ordnung.
Die kleinen, zwittrigen Blüten sind radiärsymmetrisch und fünfzählig mit doppelter Blütenhülle. Die fünf grünen Kelchblätter sind zur etwa 2 Millimeter langen, röhrenförmigen und kahlen Kelchröhre verwachsen. Sie endet in fünf sehr kleinen, 0,5 bis 1 Millimeter kurzen, eiförmig-dreieckigen Kelchzipfeln, die entweder kahl oder wenig sternhaarig bewimpert sind. Die Spitze ist stumpf und schwach bewimpert. Die fünf kahlen Kronblätter sind zu einer 2 bis 3 Millimeter langen Kronröhre verwachsen. Die fünf bei einer Länge von etwa 2 Millimeter kreisförmig-eiförmigen Kronlappen mit gerundeter Spitze und glattem Rand sind zu einer radförmigen Krone mit einem Durchmesser von 6 bis 7 Millimeter ausgebreitet. Die Farbe der Kronblätter ist weiß und im knospigen Zustand rötlich. Es ist nur ein Kreis mit fünf fertilen, an der Basis der Kronröhre inserierten Staubblättern vorhanden, die beinahe die Höhe der Kronlappen erreichen. Die Staubfäden messen etwa 4 Millimeter; die fast kugeligen Staubbeutel sind gelb und etwa 1 Millimeter groß. Der Griffel ist etwa so lang wie die Kelchzähne und endet in einer kopfigen Narbe.

### Frucht und Samen
Die Früchte reifen im August und werden anfangs rot und färben sich bis zur Reife hin schwarz. Die einsamige, kahle Steinfrucht ist bei einer Länge von (selten 6) 7 bis 8 Millimeter länglich elliptisch bis elliptisch mit gerundeter Basis und Spitze. Die bei einer Länge von (selten 5) bis 7 Millimeter und einer Breite von (selten 4) bis 5 Millimeter elliptischen oder verkehrt-eiförmigen Samen besitzen am Rücken zwei und am Bauch drei Furchen sowie ein gerundetes oberes Ende.

### Chromosomenzahl
Die Chromosomenzahl beträgt 2n=18.

## Verbreitung
Der Nützliche Schneeball ist in den zentralen chinesischen Provinzen Guizhou im Nordosten, in Henan, dem westlichen Hubei, Hunan, dem südwestlichen Shaanxi und Sichuan beheimatet. Er besiedelt Waldränder und Dickichte in Höhenlagen von 500 bis 1800 Meter.

## Systematik
Viburnum utile wurde 1888 von William Botting Hemsley in Journal of the Linnean Society, Botany, Band 23, Nummer 155, Seite 356, erstbeschrieben. Synonyme für Viburnum utile sind Viburnum bockii Graebn., Viburnum fallax Graebn., Viburnum utile var. minus Pamp. und Viburnum utile var. ningqiangense Y.Ren & W.Z.Di.